# Newsweek
Newsweek er et ugentligt nyhedsmagasin, der publiceres fra New York City og distribueres over USA og Canada. I 2003 var det globale oplag på mere end 4 millioner inklusive 3,1 mio. i USA. Der bliver også udgivet udgaver på japansk, koreansk, polsk, russisk, spansk og arabisk såvel som en international udgave på engelsk.